# Praia da Vitória
Praia da Vitória este un oraș în Azore, Portugalia.